# Virgilio Riento
Virgilio Riento, né Virginio Gerardo Enrico D'Armiento à Rome le 26 novembre 1889 et mort dans la même ville le 7 septembre 1959, est un acteur italien.
Il est apparu dans 108 films entre 1936 et 1959.

## Filmographie partielle
- 1936 : Sette giorni all'altro mondo de Mario Mattoli
- 1938 : L'ha fatto una signora de Mario Mattoli
- 1939 : Les Grands Magasins (Grandi magazzini) de Mario Camerini
- 1941 : L'Acteur disparu (L'attore scomparso) de Luigi Zampa
- 1941 : Mademoiselle Vendredi  (Teresa Venerdì) de Vittorio De Sica
- 1943 : Ho tanta voglia di cantare de Mario Mattoli
- 1945 : Sept femmes, sept destins (Nessuno torna indietro) d'Alessandro Blasetti
- 1945 : Au diable la misère  (Abbasso la miseria!) de Gennaro Righelli
- 1949 : Fabiola  d'Alessandro Blasetti
- 1950 : Fra Diavolo (Donne i briganti) de Mario Soldati
- 1951 : Porca miseria  de Giorgio Bianchi
- 1951 : Le Mousquetaire fantôme (La paura fa 90), de Giorgio Simonelli
- 1952 : L'accordeur est arrivé (È arrivato l'accordatore) de Duilio Coletti
- 1952 : Totò en couleurs (Totò a colori) de Steno
- 1952 : Viva il cinema! de Giorgio Baldaccini et Enzo Trapani
- 1953 : Pain, Amour et Fantaisie (Pane, amore e fantasia) de Luigi Comencini
- 1954 : Les Gaîtés de la correctionnelle (Un giorno in pretura de Steno
- 1954 : Café chantant de Camillo Mastrocinque
- 1955 : La Femme aux deux visages (L'angelo bianco) de Raffaello Matarazzo
- 1955 : Le Signe de Vénus  ( Il segno di Venere) de Dino Risi
- 1955 : Pain, amour, ainsi soit-il (Pane, amore e...) de Dino Risi
- 1956 : Donatella de Mario Monicelli
- 1956 : Amours de vacances (Tempo di villeggiatura) d'Antonio Racioppi
- 1956 : Pauvres mais beaux ( Poveri ma belli) de Dino Risi
- 1957 : Le Médecin et le Sorcier (Il medico e lo stregone) de Mario Monicelli